# ABBYY
ABBYY es una empresa internacional de software con sede en U.S. Charlotte, N.C., Estados Unidos. Tiene 14 oficinas regionales y más de 1000 empleados en todo el mundo. El número total de usuarios de productos y tecnologías de la empresa supera 30 millones en más de 132 países del mundo (según la investigación interna). Fundada en 1989 por David Yang, la empresa desarrolla software de reconocimiento óptico de caracteres, captura de datos, varias tecnologías y aplicaciones móviles y lingüística aplicada. Originalmente la empresa tenía por nombre BIT Software (cambiado a ABBYY en 1998). El primer ámbito profesional de elaboración de software fue un diccionario inglés/ruso para PC (nombre comercial Lingvo). En 1990 se lanzó la primera versión de Lingvo 1.0. El proyecto de software OCR FineReader Project empezó en 1991, y en 1993 se lanzó la primera versión.

## Productos principales
- ABBYY FineReader: es un sistema de reconocimiento óptico de caracteres (OCR). El producto convierte documentos PDF (incluso solo imagen), documentos digitales y ficheros de imagen, incluyendo las fotos digitales, en documentos editables y localizables. Permite editar los resultados en las aplicaciones de Microsoft Office, enviarlos por correo electrónico o publicar en Internet.
- ABBYY PDF Transformer: es una herramienta para trabajar con documentos PDF. El programa convierte documentos PDF en formatos editables con el layout original y retención de formatos. También crea ficheros PDF directamente de aplicaciones de Microsoft Office; el software también permite integrar documentos de múltiples fuentes diferentes en uno solo.
- ABBYY Lingvo: es un diccionario electrónico multilingüe para PCs, PDAs y teléfonos inteligentes. El software ofrece la traducción con oraciones y frases de ejemplo, estudio del uso contextual de palabras en Internet, y la aplicación Lingvo Tutor para memorizar las palabras extranjeras.
- ABBYY FlexiCapture: es un software de captura de datos escalable para varios tipos de documentos (especialmente facturas, contratos, formularios, cuestionarios, etc). El uso principal de este software son extracción de datos, indexación y clasificación de documentos, archivado de imágenes y PDFs buscables, punto de entrada único a DMS. Como resultado los documentos son clasificados, reconocidos, verificados y transferidos en datos electrónicos estructurados, para procesos de negocios.
- ABBYY Recognition Server: es una solución basada en servidor y es utilizado para automatizar el proceso de conversión de documentos de grandes volúmenes. El programa "lee" los documentos escaneados, imágenes fotográficas y ficheros PDF en 190 idiomas o más, incluso documentos multilingües. Soporta como entrada una variedad de formatos de imágenes incluso TIFF, JPEG, PDF, DjVu, BMP, PCX, y DCX. A diferencia de ABBYY FlexiCapture el producto hace OCR de toda la página sin elegir campos separados.

## En América de Sur
La empresa ABBYY está presente en los países de Sudamérica hace cerca de una década.[¿cuándo?] Las soluciones de ABBYY ya están instaladas y son usadas por diferentes instituciones en los gobiernos de Chile y Colombia, Instituto Nacional de Cultura Cusco (Perú), Mitsubishi (Ecuador), Iron Mountain (Chile), etc.

## Proyectos interesantes
- Elecciones presidenciales en Chile (diciembre de 2009).
- Proyecto educacional – SIMCE.
- Registro nacional de las personas en Argentina (Ministerio del Interior).
- Censo de deportistas e infraestructura deportiva en Ecuador (Ministerio del Deporte).
- Varios proyectos con impuestos en Colombia.